# Битовое изображение
| Пример бинарного изображения, записанного байтами, где 1 бит представляет 1 пиксель (двоичный, шестнадцатеричный, графический виды) |
| --- |
| 11111110 01111110 11000011 000011 00011000 11110011 11111110 00011000 11011011 000011 00011000 11001111 11111110 01111110 11000011  |
| FE 7E C3 C3 18 F3 FE 18 DB C3 18 CF FE 7E C3                                                                                        |
| |

Битовое изображение — бинарное изображение, для представления и хранения которого в цифровом виде используется битовая карта, где на каждый элемент изображения (пиксель) отводится 1 бит информации.
Благодаря наличию всего двух возможных значений пикселей («0» и «1») бинарные изображения, а однобитовые бинарные в ещё большей степени, очень хорошо сжимаются, особенно с использованием словаря данных и отличаются малым объёмом данных, по сравнению с другими типами растровых изображений.
Несжатое однобитовое изображение размером 640×480 пикселей имеет объём всего 37,5 Кбайт.
Для сравнения, несжатое полноцветное растровое изображение того же размера с глубиной цвета 24 бит имеет объём 900 Кбайт.
Наиболее популярные алгоритмы сжатия бинарных изображений, используемые в различных форматах файлов, для хранения в оперативной памяти и для пересылки по компьютерным сетям и коммутируемым каналам связи:
- PackBits
- RLE
- JBIG / JBIG2 (наиболее эффективный)
- LZW
- CCITT Group 3
- CCITT Group 4

Алгоритмы CCITT Group 3 и 4 (иногда называют Fax 3, Fax 4) предназначены для кодирования бинарных растровых изображений. Первоначально они были разработаны для сетей факсимильной связи. В настоящий момент также используются в полиграфии, системах цифровой картографии и географических информационных системах. Алгоритм Group 3 напоминает RLE, так как кодирует линейные последовательности пикселов, а Group 4 — двумерные поля пикселей.
Многие форматы растровой графики (BMP, GIF, PBM, PCX, TIFF…) поддерживают 1-битный режим кодирования изображения.